# Armoriale delle famiglie italiane (Fi-Fl)
Questo è l'armoriale delle famiglie italiane il cui cognome inizia con le lettere che vanno da Fi a Fl.

## Armi

### Fia
| Stemma | Casato e blasonatura |
| ------ | --- |
|        | Fia (Saluzzo) d'oro, all'albero di fico di verde fruttato di nero (citato in (2) – pag. 261 e in DAlena e in (11)) |
|        | Fiamenghi (Mantova) fasciato d'argento e di rosso, al capo d'azzurro caricato di una fiamma al naturale fra due stelle d'oro (citato in (2) – pag. 258 e in DAlena) |
|        | Fiamminghi (Firenze) Trinciato: nel 1º di rosso, al leone leopardito d'argento tenente con la branca anteriore destra una palla d'azzurro; nel 2º d'argento, a sei fiamme di rosso, 3.2.1 alias Troncato: nel 1º di rosso, al leone leopardito d'argento tenente con la branca anteriore destra una palla d'azzurro; nel 2º d'argento, a sei fiamme di rosso, 3.2.1 (citato in (9)) |
|        | Fiandina o Fiandini (Ovada) Tagliato: nel 1° d'azzurro, alla gazza rivoltata di nero, coronata d'oro e tenente nella zampa un molinello d'argento; nel 2° di rosso, alla colonna tortile di nero, sostenuta da un piedistallo dello stesso, movente dalla punta (citato in (30)) |
|        | Fiandotti o Fiandotto (Mondovì) Di rosso, al leone d'oro Motto: Sursum semper (citato in (11)) |
|        | Fiari o Fiari delle Ruote o Fiari delle Ruote del Vaio (Toscana) (DE) In Gold 1 silberbekleideter Rechtarm, 3 garbenweise gestellte natürliche grünbeblätterte rote und rot-blaue Disteln haltend (citato in (20)) |
|        | Fiascaini (Colle) palato d'oro e di rosso, con la trangla di rosso sotto il capo di oro all'aquila di nero (citato in (4) – Vol. III pag. 166) palato di oro e di rosso - aquila di nero su oro in capo - trangla di rosso (citato in LEOM) alias D'oro, a tre pali di rosso, e al capo d'oro, sostenuto da una divisa di rosso, caricato di un'aquila dal volo spiegato di nero (citato in (9)) |
|        | Fiaschi di rosso, al fiasco d'argento, legato dello stesso, al punto del capo (citato in (5) – pag. 150) |
|        | Fiaschi (Bologna) inquartato nel 1º e 4º dell'impero, nel 2º e 3º di rosso al fiasco d'argento, sul tutto d'argento a tre more di nero fogliate di verde (citato in (4) – Vol. III pag. 166) 3 more di nero fogliate di verde poste in banda 2,1 su scudetto di argento su - aquila bicipite di nero su oro con corona alla reale dello stesso - fiasco di argento appeso con una fune all'alto della partizione su rosso (citato in LEOM) |
|        | Fiaschi (Firenze) D'oro, a due leoni affrontati d'azzurro, sostenenti un castello turrito di due pezzi d'argento (citato in (9)) |
|        | Fiaschi (Toscana) (DE) 2 einwärtsgekehrte Löwen, 1 zweitürmige Burg in der Schildhauptstelle überdeckend (citato in (20)) |
|        | Fiaschi (Pistoia) D'azzurro, alla fascia d'oro caricata di tre rose di rosso, e accompagnata in capo da una stella a otto punte d'oro, e in punta da una fiasca dello stesso (citato in (9)) |
|        | Fiaschi (Cesena) (la blasonatura non è stata ancora caricata) (citato in BLCW) Immagine in Blasone Cesenate. |
|        | Fiastri (Reggio Emilia, Roma, Genova) troncato: nel 1º d'argento a un leone nascente d'oro, tenente nella branca anteriore sinistra un biglietto d'argento; il tutto cucito; nel 2º d'azzurro a tre stelle d'oro (a 5 punte) disposte 2 e 1, in punta: con fascia di rosso attraversante sulla partizione (citato in (4) – Vol. III pag. 166) fascia di rosso su troncato di argento e di azzurro - leone rampante nascente dalla fascia di oro tenente nella sinistra anteriore un biglietto di argento su argento - 3 stelle (5 raggi) di oro poste 2,1 su azzurro (citato in LEOM) |

### Fib
| Stemma | Casato e blasonatura |
| ------ | --- |
|        | Fibbia (Bologna) troncato: nel 1º d'azzurro, al cane nascente d'argento; nel 2º d'argento, a due fibbie ordinate in fascia, quella a destra rossa, quella a sinistra nera; al capo dell'impero (citato in (6) – pag. 320) |
|        | Fibbioni (Abruzzo, L'Aquila) Titolo: patrizio dell'Aquila Di rosso a due leoni controrampanti reggenti una fibbia accompagnata nel capo da una stella (6) il tutto d'oro (citato in DAlena e in (12)) 2 leoni controrampanti di oro su rosso fibbia di oro tra le anteriori -stella (6 raggi) di oro in alto su rosso (citato in LEOM) |
|        | Fibia (Verona) 3 fibbie di oro poste nel senso della pezza su sbarra di rosso su azzurro accompagnate da - 4 stelle (5 raggi) di oro poste in doppia sbarra su azzurro (citato in LEOM) |

### Fic
| Stemma | Casato e blasonatura |
| ------ | --- |
|        | Ficaroa o Figueroa (Salemi, Messina) Titolo: nobili d'oro, a cinque foglie di fico di verde, fibrate del campo, ordinate in croce di Sant'Andrea (citato in DAlena, in (12) e in Mango) |
|        | Ficarra (Sicilia) d'azzurro, al fico sradicato al naturale, fruttato d'oro (?) (citato in DAlena) D'azzurro con l'albero di fico al naturale, col tronco d'oro (citato in (17)) Notizie storiche in Famiglie nobili di Sicilia. |
|        | Ficarra (Sicilia) d'azzurro, alla fascia d'oro, accompagnata in capo da una stella ed in punta da una rosa d'argento (citato in Mango) |
|        | Fichiveldi o Fichineldi (Toscana) (DE) In Silber 2 erniedrigte rote Sparren (citato in (20)) |
|        | Fici (Palermo, Marsala) Titolo: duca di Amalfi di azzurro, a tre sbarre d'argento (citato in (4) – Vol. III pag. 168, in Mango e in (17)) 3 sbarre di argento su azzurro (citato in LEOM) alias d'argento, con tre sbarre d'azzurro (citato in (17)) Corona di duca Notizie storiche in Famiglie nobili di Sicilia. Ulteriori notizie storiche in Famiglie nobili di Sicilia. |
|        | Ficini (Firenze) D'azzurro, alla spada alta posta in palo d'argento, accostata da due stelle a otto punte d'oro (citato in (9)) |
|        | Ficini o Ficino (Toscana) (DE) In Blau 1 senkrecht gestelltes goldenes Schwert, oben beidseitig begleitet von je 1 achtstrahligen goldenen Stern (citato in (20)) |
|        | Ficozzi (Firenze) D'oro, a sei foglie di fico di verde, 3.2.1 (citato in (9)) |

### Fid
| Stemma | Casato e blasonatura |
| ------ | --- |
|        | Fidanza (Abruzzo) D'azzurro al monte di tre cime di verde, quella di mezzo più alta e sormontata da una croce gigliata d'oro (citato in DAlena) |
|        | Fidi (Tolentino) di azzurro al monte di tre cime all'italiana, accompagnato in capo da una stella di 8 raggi, il tutto d'oro (citato in (4) – Vol. III pag. 169) monte a 3 cime di oro uscente dalla punta su azzurro - stella (8 raggi) di oro in alto su azzurro (citato in LEOM) |

### Fie
| Stemma | Casato e blasonatura |
| ------ | --- |
|        | Fiegiovanni o Fiegiovanni Cattani da Barberino (Toscana) (DE) In Blau 1 silberner Pfahl (citato in (20)) |
|        | Fiegiovanni o Fiegiovanni Cattani da Barberino (Toscana) (DE) In Schwarz 1 silberner Pfahl, belegt mit 1 roten Kreuz (citato in (20)) |
|        | Fiegiovanni o Fiegiovanni Cattani da Barberino (Toscana) (DE) In Silber 1 roter Pfahl, in der Ortstelle belegt mit 1 achtstrahligen goldenen Stern (citato in (20)) |
|        | Fieramosca (Molise) Troncato inchiavato d'argento e di rosso (citato in DAlena) |
|        | Fieramosca (Napoletano) (la blasonatura non è stata ancora caricata) (citato in (14)) |
|        | Fieravanti (Firenze) Partito d'argento e di rosso, a due scaglioni coricati e appuntati dell'uno nell'altro (citato in (9)) (DE) In silber-rot gespaltenem Feld 1 Flankengegensparren in verwechselten Tinkturen (citato in (20)) |
|        | Fieravanti (Pisa) D'azzurro, a due fasce ondate d'oro, e al capo d'argento caricato di tre rose di rosso alias Fasciato ondato di quattro pezzi d'azzurro e d'oro, al capo d'argento caricato di tre rose di rosso (citato in (9)) |
|        | Fieri e Fierli (Cortona) d'azzurro al destrocherio vestito di argento, stringente con la mano nuda un'asta armata di 4 punte, d'argento, sormontata in capo da una stella di 8 raggi dello stesso e accostata da un giglio d'oro posto nel fianco destro dello scudo (citato in (4) – Vol. III pag. 169) |
|        | Fieri Fierli (Cortona) D'azzurro, al destrocherio di carnagione, armato d'argento, tenente in sbarra un mazzafrusto di quattro palle d'argento, addestrato da un giglio d'oro; il tutto accompagnato in capo da una stella a otto punte d'argento (citato in (9)) braccio destro armato di argento reciso tenente con la mano di carnagione un'asta posta in sbarra armata di 4 sfere puntute legate ad essa di argento su azzurro - stella (8 raggi) di argento in alto su azzurro - giglio di oro posto a sinistra su azzurro (citato in LEOM) alias D'azzurro, al destrocherio di carnagione, armato d'argento, tenente in palo un mazzafrusto di quattro palle d'argento, addestrato da un giglio d'oro; il tutto accompagnato in capo da una stella a sei punte d'argento (citato in (9)) alias Partito: nel 1º come sopra; nel 2º d'azzurro, all'elefante fermo al naturale, sostenente una torre dello stesso (citato in (9)) |
|        | Fierli (Cortona, Firenze) d'azzurro al destrocherio vestito di argento stringente con la mano nuda un'asta armata di 4 punte, d'argento, sormontata in capo da una stella di 8 raggi dello stesso (citato in (4) – Vol. III pag. 169) braccio destro armato di argento reciso tenente con la mano di carnagione un'asta posta in sbarra armata di 4 sfere puntute legate ad essa di argento su azzurro - stella (8 raggi) di argento in alto su azzurro (citato in LEOM) |
|        | Fieschi (Genova) bandato d'argento e d'azzurro (FR) bandé d'argent et d'azur. (EN) bendy argent and azure. (citato in CROL – pag. 92 e in DAlena) |
|        | Fieschi d'azzurro, a tre bande d'argento (citato in (3) ) |
|        | Fieschi bandato di azzurro e d'argento (citato in (4) – Vol. II pag. 74) |
|        | Fieschi (Genova) Titolo: marchesi di Casaleggio Boiro; conti di Crevacuore; signori di Cantalupo, Castelletto d'Orba, Cossato, Croce Mosso, Masserano, Moncrivello, Montjovet, Montonaro, Mosso Santa Maria, Oviglio, Roasio, S. Secondo di Pinerolo; consignori di Borgo S. Dalmazzo, Fabbrica, Mongiardino, Montacuto, Serravalle Sesia Bandato d'argento e d'azzurro alias Bandato d'azzurro e d'argento Motto: Sedens ago (citato in (11)) |
|        | Fieschi (Milano) troncato: al 1º d'argento al serpe di verde maculato e accollato ad un tronco d'albero al naturale; al 2º d'azzurro a tre bande d'argento, la 2ª banda caricata di una stella d'azzurro (citato in (4) – Vol. III pag. 169) tronco di albero al naturale accollato da un serpente di verde su argento - 3 bande di argento su azzurro la centrale caricata da una stellina di azzurro (5 raggi) (citato in LEOM) |
|        | Fieschi (Ovada) D'argento a tre sbarre d'azzurro (citato in (30)) |
|        | Fieschi o Obici o Traversari o Biachetti o Carpegna (Genova, Padova, Roma, Verona) (d'argento, a tre bande d'azzurro) (citato in UNFE) Immagine nella Biblioteca Estense Universitaria (id. 2845), su bibliotecaestense.beniculturali.it. URL consultato l'11 dicembre 2020 (archiviato dall'url originale il 4 marzo 2016). |
|        | Fieschi (Cesena) (d'argento, a tre bande di rosso) (citato in BLCW) Immagine in Blasone Cesenate. |
|        | Fiesco o Fieschi (Ovada) D'azzurro, a tre bande d'argento (citato in (30)) |
|        | Fietta (Asolo Treviso, Verona) Titolo: Nobile inquartato, d'oro, di rosso, d'azzurro e d'argento: il primo punto alla rosa d'azzurro, il secondo alla rosa d'argento (citato in (4) – Vol. III pag. 170) rosa di rosso su oro - rosa di argento su rosso - azzurro pieno - argento pieno (citato in LEOM) |
|        | Fietta (Asolo) Inquartato: nel 1° d'oro alla rosa d'azzurro; nel secondo d'azzurro alla rosa d'argento; nel 3° d'azzurro; nel 4° d'argento alias Inquartato: nel 1° d'oro alla rosa d'azzurro; nel secondo d'azzurro alla rosa d'argento; nel 3° di rosso; nel 4° d'argento (citato in DAlena) |
|        | Fietta (Casale ?) D'azzurro, a due fasce, la superiore d'argento, l'inferiore di rosso, cucita, con l'albero di verde, poggiato su un ristretto, pure di verde, con il capo d'oro, carico di un'aquila, di nero (citato in (11)) |

### Fif
| Stemma | Casato e blasonatura                                             |
| ------ | ---------------------------------------------------------------- |
|        | Fifanti (Firenze) Di rosso, alla ruota d'argento (citato in (9)) |

### Fig
| Stemma | Casato e blasonatura |
| ------ | --- |
|        | Figarolo (Valenza Po, Alessandria, Torino) Titolo: conti di Gropello; signori di Figarolo troncato: il 1º d'azzurro a tre colli al naturale, moventi alla partizione, sormontati da tre stelle d'argento, ordinate in fascia; il 2º d'oro a due fasce di rosso, la superiore a spina di pesce (citato in (4) – Vol. III pag. 170 e pag. 171 e in (11)) 3 monti al naturale di verde uscenti dalla partizione su azzurro sormontati da - 3 stelle (5 raggi) di argento poste in fascia su azzurro - 2 fasce di rosso su oro la superiore doppio seghettata (citato in LEOM) |
|        | Figarolo Tarino (Alessandria, Torino) Titolo: conti partito di Figarolo e di Tarino, che è d'azzurro a tre pali d'oro, col capo del secondo e con tre fringuelli (Tarini) di verde, i superiori affrontati, e caricanti il capo, l'inferiore caricante il palo di mezzo (citato in (4) – Vol. III pag. 171 e in (11)) 3 monti al naturale di verde uscenti dalla partizione su azzurro sormontati da - 3 stelle (5 raggi) di argento poste in fascia su azzurro - 2 fasce di rosso su oro la superiore doppio seghettata - 3 uccelli fringuelli di verde - 2 affrontati su oro in capo - uno su 3 pali di oro su azzurro (citato in LEOM) |
|        | Fighiera (Nizza) d'oro al fico di verde, sradicato; col capo d'azzurro a tre stelle d'argento ordinate in fascia (citato in (4) – Vol. III pag. 368, in DAlena e in (11)) alias D'oro, alla pianta di fico di verde, sradicata alias D'oro, alla pianta di fico, sradicata, al naturale (citato in (11)) Motto: Flores mei fructus |
|        | Fighineldi (Firenze) Di nero, al palo d'argento (citato in (9)) |
|        | Fighineldi da Vicchio (Firenze) D'argento, a due scaglioni di rosso (citato in (9)) |
|        | Figino (la blasonatura non è stata ancora caricata) (citato in DAlena) |
|        | Figiovanni (Firenze) Di nero, al palo d'argento (citato in (9)) (DE) In Schwarz 1 silberner Pfahl (citato in (20)) alias Di nero, al palo d'argento; con il capo d'Angiò (citato in (9)) alias Di nero, al palo d'argento, caricato in capo di una crocetta patente di rosso (citato in (9)) |
|        | Figlia (Petralia Sottana, Palermo, Caltanissetta) Titolo: barone di Granara di azzurro, all'albero nodrito verso sinistra sulla pianura erbosa, il tutto al naturale, sostenuto da un leoncino d'oro, rivoltato, tenente una spada d'argento, posta in sbarra, attraversante il tronco dell'albero accompagnato, in capo, a sinistra, da una stella di otto raggi d'argento (citato in (4) – Vol. III pag. 171, in Mango e in (17)) albero al naturale nodrito su terrazzo dello stesso a destra su azzurro - leone rampante rivolto di oro tenente nella zampa destra anteriore una spada posta in sbarra che trafigge l'albero su azzurro - stella (8 raggi) di argento in alto a destra (citato in LEOM) Notizie storiche in Famiglie nobili di Sicilia. |
|        | Figlinesi (Empoli) troncato semipartito: nel 1° d'azzurro a 3 gigli posti tra i 4 pendenti di un lambello sormontato da una corona di nobile, il tutto d'oro; nel 2° d'oro all'aquila bicipite al naturale uscente dalla partizione; nel terzo d'azzurro alla lettera maiuscola F di nero (citato in (2) – pag. 337 e in DAlena) |
|        | Figlinesi (Empoli, Firenze) troncato semipartito: nel 1º d'azzurro a tre gigli di argento posti tra i quattro pendenti di un lambello di rosso; nel 2º d'argento all'aquila di nero uscente dalla partizione; nel 3º d'azzurro, alla lettera maiuscola F d'argento posta sul fianco destro (citato in (4) – Vol. III pag. 172) 3 gigli di argento tra 4 gocce di un lambello di rosso su azzurro - mezza aquila bicipite di nero uscente dalla partizione su argento - lettera F maiuscola di argento uscente dalla partizione su azzurro (citato in LEOM) |
|        | Figlinesi o Figlinesi del Lion Rosso (Firenze) Partito: nel 1º d'oro, all'aquila dal volo abbassato di nero uscente dalla partizione; nel 2º d'azzurro, alla lettera F maiuscola d'argento; il tutto sormontato dal capo d'Angiò (citato in (9)) alias Partito: nel 1º d'oro, all'aquila dal volo abbassato di nero uscente dalla partizione; nel 2º d'azzurro, alla lettera F maiuscola d'oro; il tutto sormontato dal capo d'Angiò (citato in (9)) alias Partito: nel 1º d'oro, all'aquila dal volo abbassato di nero uscente dalla partizione; nel 2º d'azzurro, alla lettera F maiuscola d'argento; il tutto sormontato dal capo d'Angiò, sormontato da una corona radiata d'oro (citato in (9)) alias Partito: nel 1º d'oro, all'aquila dal volo abbassato di nero uscente dalla partizione; nel 2º d'azzurro, alla lettera F maiuscola d'oro; il tutto sormontato dal capo d'Angiò, sormontato da una corona radiata d'oro (citato in (9)) (DE) Unter 1 blauen Schildhaupt, darin 1 von 1 goldenen Krone überhöhter vierlätziger roter Turnierkragen mit je 1 goldenen Lilie zwischen den Lätzen (Capo d'Angiò), gold-blau gespalten: Rechts 1 rechtshalber schwarzer Adler am Spalt, links 1 goldener Majuskelbuchstabe F (citato in (20)) |
|        | Figlinesi (Toscana) (DE) Unter 1 blauen Schildhaupt, darin 1 von 1 goldenen Krone überhöhter vierlätziger roter Turnierkragen, gold-blau gespalten: Rechts 1 rechtshalber schwarzer Adler am Spalt, links 1 roter Majuskelbuchstabe F (citato in (20)) |
|        | Figlinesi (Toscana) (DE) Unter 1 blauen Schildhaupt, darin 1 vierlätziger roter Turnierkragen mit je 1 goldenen Lilie zwischen den Lätzen (Capo d'Angiò), silber-blau gespalten: Rechts 1 rechtshalber schwarzer Adler am Spalt, links 1 silberner Majuskelbuchstabe F am Spalt (citato in (20)) |
|        | Figliola (Napoli, San Sebastiano al Vesuvio) Titolo: patrizi di Trani d'azzurro alla colomba posata su tre monti svelti dal campo e fissante una stella posta nel canton destro del capo, il tutto di argento (citato in (4) – Vol. III pag. 172, in DAlena e in (12)) colomba posta su monte a 3 cime mirante - stella (5 raggi) in alto a sinistra tutto di argento su azzurro (citato in LEOM) |
|        | Figliucci (Siena) Di..., alla fascia di..., caricata di una stella a otto punte di..., posta in mezzo alle lettere maiuscole F e I di... e accompagnata da tre teste di leone di..., 2.1 (citato in (9)) |
|        | Figoli troncato dentato d'azzurro e d'oro, il 1º alla stella (6) del 2º, il 2º all'aquila coronata del 1º tenente in ciascun artiglio una spada, il tutto al naturale (citato in (4) – Vol. III pag. 173) |
|        | Figoli (Arenzano) partito: al 1º troncato dentato d'azzurro e d'oro, il 1º alla stella (6) del 2º, il 2º all'aquila coronata del 1º tenente in ciascun artiglio una spada, il tutto al naturale (Figoli); al 2º di rosso all'agnello pasquale passante sopra un ristretto di terreno il tutto al naturale col capo cucito di azzurro, al montante accostato da 2 stelle, il tutto d'oro (Agnes des Geneys) (citato in (4) – Vol. III pag. 173) stella (6 raggi) di oro su azzurro - aquila coronata di azzurro tenente 2 spade con gli artigli su oro - troncatura cuneata - agnello pasquale su ristretto di verde al naturale su rosso - 2 stelle (5 raggi) luna montante di argento su azzurro in capo (citato in LEOM) Sostegni: due levrieri d'argento affrontati, controrampanti, collarinati di rosso Motto: Suivez-moi |
|        | Figoli (Arenzano) stella (6 raggi) di oro sull'azzurro del troncato merlato di azzurro e di oro - aquila al naturale coronata di oro su oro tenente tra gli artigli 2 spade punte in alto - agnello pasquale passante di argento su rosso - luna montante di oro affiancata da 2 stelle (6 raggi) dello stesso su azzurro in capo (citato in LEOM) |
|        | Figoli (Genova) Titolo: baroni di Fenile, Mattie Partito, al 1° troncato dentato, d'azzurro e d'oro, sopra alla stella a sei punte del secondo, sotto all'aquila coronata, al naturale; al 2° di Agnès Motto: Suivez moi (citato in (11)) |
|        | Figona (Genova) Leone leopardito (citato in DAlena) |
|        | Figueroa (Catanzaro) D'oro a cinque foglie di fico gambute di verde (citato in DAlena e in BLCL) |

### Fil
| Stemma | Casato e blasonatura |
| ------ | --- |
|        | Filangieri o Filangerio (Napoli, Molise) D'argento alla croce d'azzurro, lo scudo accollato all'aquila austriaca coronata del diadema imperiale e racchiuso il tutto in altro scudo d'oro cimato da corona reale (citato in DAlena e in (14)) (Immagine nella Raccolta stemmi Trippini (JPG).) alias d'argento alla croce azzurra; al lambello di rosso di tre pendenti in capo (citato in (14)) Notizie storiche in Nobili napoletani. |
|        | Filangieri (Napoli) (d'argento, alla croce d'azzurro) (citato in CASN) Immagine in http://opac.casanatense.it/GEIDEFile/D61.JPG?Archive=120937994811&File=csst0050_jpg |
|        | Filangieri de Candida o Candida (Napoletano) d'argento alla sirena di carnagione coronata d'oro, nuotante in un mare verde (citato in (14)) Notizie storiche in Nobili napoletani. |
|        | Filangieri de Candida Gonzaga (Napoli) inquartato: nel 1º e 4º di argento alla Sirena di carnagione coronata di oro notante sopra un mare di verde; nel 2º e 3º d'azzurro alla croce d'argento (citato in (4) – Vol. III pag. 173 e in (14)) sirena a 2 code di carnagione coronata di oro su mare di verde su argento - croce di argento su azzurro (citato in LEOM) Notizie storiche in Nobili napoletani. |
|        | Filangieri de Candida Gonzaga (Napoli) croce di azzurro su argento - sirena a 2 code al naturale uscente da mare di azzurro su argento (citato in LEOM) |
|        | Filangieri di Cutò (Sicilia) 9 campanelle poste in croce di nero su croce di argento su rosso (citato in LEOM) |
|        | Filardi (Bologna) sole di rosso di 8 raggi ondeggianti ciascuno dei quali terminante con una stella (5 raggi) dello stesso tutto su azzurro (citato in LEOM) |
|        | Filesio (Sicilia) di rosso, alla fascia d'oro, disgiunta in mezzo, accompagnata da tre stelle dello stesso (citato in Mango) di rosso, con una fascia scorciata d'oro, sormontata da tre stelle dello stesso (citato in (17)) Notizie storiche in Famiglie nobili di Sicilia. |
|        | Filesio (Sicilia) (d'oro, a tre pali d'azzurro, alla banda di rosso attraversante; al capo di rosso) (citato in Mango) |
|        | Filiarchi (Pistoia) D'argento, all'orso levato di nero, e alla banda attraversante d'oro alias D'argento, all'orso levato al naturale, e alla banda attraversante d'oro (citato in (9)) |
|        | Filiasi (Napoli) Titolo: marchese di Carapelle d'oro alla palma al naturale terrazzata di verde, sostenuta da due leoni di rosso controrampanti, col capo d'azzurro caricato da tre stelle a cinque raggi di oro (citato in (4) – Vol. III pag. 174 e in (12)) albero di palma al naturale su terrazzo di verde sostenuto da - 2 leoni controrampanti di rosso su oro - 3 stelle (5 raggi) di oro poste in fascia su azzurro in capo (citato in LEOM) |
|        | Filiberto (Venezia) troncato: nel 1° d'argento al giglio d'oro fra due cinquefoglie di rosso; nel 2° d'azzurro a tre cinquefoglie d'oro, poste 2, 1 (citato in (2) – pag. 142 e in DAlena) giglio di oro affiancato da - 2 rose di rosso sull'argento del troncato di argento e di azzurro - 3 rose poste 2,1 di oro sull'azzurro (citato in LEOM) |
|        | Filicchi (Livorno, Firenze, Gubbio) partito: nel 1º di rosso al serpe d'oro ondeggiante in palo, tenente in bocca un fiele; nel 2º d'argento al leone di rosso, attraversato da una sbarra d'azzurro carica di tre stelle di 8 raggi d'oro (citato in (4) – Vol. III pag. 174) serpente di oro ondeggiante in palo che tiene in bocca una cistifelia di rosso su rosso - 3 stelle (8 raggi) di oro su sbarra di azzurro su - leone rampante di rosso su argento (citato in LEOM) |
|        | Filicchi (Livorno) partito: nel 1º di rosso alla serpe d'oro ondeggiante in palo; nel 2º d'argento al leone di rosso e la sbarra in divisa d'azzurro caricata di 3 stelle di 6 raggi d'oro attraversante (citato in (4) – Vol. III pag. 174) serpente di oro ondeggiante in palo su rosso - 3 stelle (6 raggi) di oro su sbarra di azzurro su - leone rampante di rosso su argento (citato in LEOM) |
|        | Filicchi (Livorno) Partito: nel 1º di verde, alla biscia guizzante in palo d'oro; nel 2º d'argento, al leone di rosso e alla sbarra attraversante d'azzurro, bordata d'oro e caricata di tre stelle a sei punte dello stesso (citato in (9)) |
|        | Filichelli (Firenze) Di..., al leopardo seduto di... (citato in (9)) |
|        | Filidei (Firenze) Partito d'oro e di rosso, al palo di vaio passato sulla partizione (citato in (9)) |
|        | Filingeri o Filangieri (Palermo, Messina) Titolo: barone di Solanto; conte di Suttafari; duca della Pignara, Rebuttone; principe di S. Flavia di rosso, alla croce d'argento, caricata di nove campane, battagliate di nero (citato in (4) – Vol. III pag. 175 e in (17)) 9 campanelle poste in croce di nero su croce di argento su rosso (citato in LEOM) Supporto: l'aquila bicipite spiegata di nero, armata e linguata di rosso, coronata all'imperiale Corona di principe, e mantello di velluto scarlatto foderato d'ermellino Notizie storiche in Famiglie nobili di Sicilia. Ulteriori notizie storiche in Famiglie nobili di Sicilia. |
|        | Filingeri (Napoli) (d'argento, alla croce d'azzurro) (citato in Mango) |
|        | Filioli (Molfetta) spaccato d'azzurro, alla fascia d'oro sulla partizione, nel 1° ad una colomba al naturale tenente nel becco un ramoscello d'ulivo, nel 2° una stella d'argento di 6 raggi (citato in DAlena e in ) |
|        | Filipepi (Firenze) Di rosso, al leone d'oro tenente un compasso dello stesso con le punte verso l'alto, e alla fascia diminuita attraversante d'azzurro alias D'azzurro, al leone d'oro tenente un compasso dello stesso con le punte verso l'alto (citato in (9)) |
|        | Filippa (Bologna, Torino) Titolo: conti di Martiniana, San Michele, Prazzo e Ussolo Scaccato d'oro e di nero alias Scaccato d'argento e di nero Motto: Diu durant sero parta - Nce oppressus difies (citato in (11)) |
|        | Filippi (Treia) troncato di azzurro e di rosso: nel 1º alla fiamma al naturale; nel 2º al ramoscello di pero posto in banda, fruttato di 1 pezzo d'oro e con foglie di verde, con la fascia d'argento sulla troncatura (citato in (4) – Vol. III pag. 177) fascia di argento su troncato di azzurro e di rosso - fiamma di rosso su azzurro - ramoscello di pero di verde fruttato di un pezzo di oro su rosso (citato in LEOM) |
|        | Filippi (Roma, Velletri) d'azzurro a due filetti in banda uniti da un filetto in sbarra accostato da due stelle di sei raggi, il tutto d'oro (citato in (4) – Vol. III pag. 178) |
|        | Filippi (Roma, Velletri) bastoncino posto in sbarra di oro sormontato da - gemella in banda dello stesso su azzurro - 2 stelle (8 raggi) di oro poste in banda al centro della gemella su azzurro (citato in LEOM) |
|        | Filippi (Roma) (la blasonatura non è stata ancora caricata) (Immagine nell' Archivio Storico Capitolino (PDF) (archiviato dall'url originale il 4 marzo 2016).) |
|        | Filippi (Cavallermaggiore, Torino) Titolo: consignori di Baldissero, Manzano partito di rosso e di verde, scaglionato dell'uno nell'altro, gli scaglioni orlati d'oro (citato in (4) – Vol. III pag. 178 e in (11)) controscaglionato di rosso e di verde filettato di oro (citato in LEOM) Cimiero: l'arpia di carnagione, marinata di verde e di rosso, tenente in mano una palma Sostegni: due puttini di carnagione Motto: Perseveranti datur |
|        | Filippi (Cavallermaggiore) Titolo: conti Scaglionato di verde e d'argento, il secondo ripieno di rosso, al palo d'argento Motto: À Dieu servir (citato in (11)) |
|        | Filippi (Briga) D'oro, a sei scaglioni partiti, di rosso e verde ed alternativamente di verde e rosso alias Di rosso, a tre scaglioni d'argento Motto: In ore meo tranquillitas mea (citato in (11)) |
|        | Filippi (Firenze) Di rosso, al leone d'argento e alla fascia attraversante d'oro (citato in (9)) |
|        | Filippi (Firenze) D'azzurro, al sinistrocherio di carnagione, vestito di rosso, tenente un giglio d'oro, e accompagnato in punta da tre gigli dello stesso ordinati in fascia (citato in (9)) |
|        | Filippi (Firenze) Di..., al cane rampante di..., collarinato di... (citato in (9)) |
|        | Filippi (Pistoia) D'oro, alla fascia divisa di verde e di rosso, accompagnata da due stelle a otto punte di rosso, 1.1 alias Interzato in fascia: nel 1º e 3º d'oro, alla stella a otto punte di rosso; nel 2º troncato di verde e di rosso (citato in (9)) |
|        | Filippi (Toscana) (DE) In Blau 1 rotes Tatzenkreuz, oben begleitet von 1 vierlätzigen roten Turnierkragen mit je 1 goldenen Lilie zwischen den Lätzen (citato in (20)) |
|        | Filippi (Toscana) (DE) In Rot 1 silberner Schrägbalken, beidseitig der Figur nach begleitet von je 3 achtstrahligen goldenen Sternen (citato in (20)) |
|        | Filippi (Toscana) (DE) In Blau 1 achtspeichiges goldenes Rad (citato in (20)) |
|        | Filippi (San Marino) croce patente scorciata di oro su azzurro - 3 gigli di oro tra le 4 gocce di un lambello di rosso su azzurro in alto (citato in LEOM) |
|        | Filippi Lippi (Toscana) (DE) In Blau 1 silbernes Rad ohne Felgen, überhöht von 1 vierlätzigen roten Turnierkragen, dieser begleitet von je 1 goldenen Lilie zwischen den Lätzen (citato in (20)) |
|        | Filippini (Brescia) troncato d'oro e d'azzurro al leone dall'uno all'altro lampassato di rosso; con la fascia dello stesso attraversante (citato in (4) – Vol. III pag. 179) fascia di rosso su troncato di oro e di azzurro - leone rampante di azzurro su oro - leone rampante di oro su azzurro (citato in LEOM) |
|        | ser Filippo di Benvenuto (Siena) Di rosso, al monte di sei cime partito d'oro e d'azzurro, caricato di una crocetta dell'uno all'altro (citato in (9)) |
|        | Filipponi (Ceva, Torino) Titolo: conti di Mombello, S. Mauro; baroni di Romano; consignori di Cavallerleone, Ceva, Roascio, S. Michele, Torre Mondovì, Torricella inquartato: al 1º e 4º d'azzurro, al leone d'oro tenente una croce lunga di rosso; al 2º e 3º di nero a tre sbarre d'argento (citato in (4) – Vol. III pag. 179 e in (11)) leone rampante di oro tenente nella zampa anteriore destra una croce latina di rosso posta in palo su azzurro - 3 sbarre di argento su nero (citato in LEOM) Cimiero: leone di nero tenente una croce lunga di rosso Motto: Sic pietas et virtus                                                   |
|        | Filipponi (Pavia, Masserano) D'azzurro, allo scaglione d'argento, accostato in capo e ai lati da tre stelle d'oro, e in punta da un cavallo passante, d'argento (citato in (11)) |
|        | Filippucci (Macerata) di azzurro alla croce di argento caricata di 5 torte di rosso (citato in (4) – Vol. III pag. 179) 5 palle di rosso poste in croce su croce di argento su azzurro (citato in LEOM) |
|        | Filiromoli (Firenze) Di..., alla banda ondata di... (citato in (9)) |
|        | Filo (Napoli, Roma) d'azzurro alla banda d'oro accostata da due comete di sedici raggi dello stesso, poste nel senso della banda (citato in (4) – Vol. III pag. 180) d'azzurro alla banda d'oro accompagnata da due comete d'oro cinte di sedici raggi (citato in (14)) banda di oro su azzurro accompagnata da - 2 comete di oro (16 raggi) poste in doppia banda su azzurro (citato in LEOM) Motto: Omnia vincit amor Notizie storiche in Nobili napoletani. |
|        | Filo della Torre di Santa Susanna (Altamura, Bari, Roma) Titolo: conte di Torre di Santa Susanna, conte, col predicato : della Torre; / marchese di Montesilvano, conte, nobili dei conti di Torre di Santa Susanna, col predicato: della Torre d'azzurro alla banda d'oro accompagnata da due stelle comete dello stesso (citato in (12)) d'azzurro alla banda d'oro accompagnata da due stelle d'oro di sedici raggi (citato in (14)) alias d'azzurro alla banda di rosso accompagnata da due stelle comete d'argento (citato in (12)) Motto: Omnia vincit amor Notizie storiche in Nobili napoletani.                                        |
|        | Filocamo (Reggio Calabria, Messina) Titolo: nobili interzato in fascia; nel 1º di azzurro ad una stella d'oro di 6 raggi; nel 2º di oro; e nel 3º di argento (citato in (4) – Vol. III pag. 181 e in (12)) interzato in fascia di azzurro - caricato di una stella (6 raggi) di oro - di oro e di argento (citato in LEOM) |
|        | Filocamo (Reggio Calabria) troncato: nel 1º di azzurro ad una stella d'oro di 6 raggi; nel 2º di argento; alla fascia d'oro attraversante sulla partizione (Immagine nella Raccolta stemmi Trippini (JPG).) |
|        | Filomarino (Napoli, Bojano) Titolo: principe di Squinzano, Rocca d'Aspide, Triggiano; duca di Cutrofiano, della Torre; conte di Rocca d'Aspide; barone di Rossella Di verde a 3 bande di rosso profilate d'argento (citato in DAlena) di verde a tre bande di rosso filettate d'argento (ramo delle Bande) (citato in (14)) alias di verde alla banda rossa filettata d'argento accompagnata da tre gigli d'oro per ogni lato (ramo dei Gigli) (citato in (14)) Notizie storiche in Nobili napoletani. |
|        | Filomarino (Napoli) 3 bande di azzurro bordate di argento su verde (citato in LEOM) |
|        | Filonardi (Roma) (la blasonatura non è stata ancora caricata) (Immagine nell' Archivio Storico Capitolino (PDF).) |
|        | Filoni (Tolentino) di rosso allo scaglione di argento rovesciato, sostenente nell'angolo un uccello (detto filone) ritto rivoltato; e in punta accompagnato da un monte di tre cime d'oro all'italiana, uscente dalla punta (citato in (4) – Vol. III pag. 181) scaglione rovesciato di argento su rosso sostenente - uccello rivolto (filone) al naturale su rosso - monte a 3 cime di oro uscente dalla punta su rosso (citato in LEOM) |
|        | Filz (Baviera, Piemonte) Titolo: baroni Partito di rosso e d'argento, a due proboscidi dell'uno nell'altro (citato in (11)) |

### Fim
| Stemma | Casato e blasonatura |
| ------ | --- |
|        | Fimia o Fomia (Sicilia) troncato con la fascia in divisa d'oro; nel 1° d'azzurro, al braccio destro vestito d'argento, la mano di carnagione, impugnante un mazzetto di fiori al naturale; nel 2° di rosso, a tre bande d'oro (citato in Mango) |

### Fin
| Stemma | Casato e blasonatura |
| ------ | --- |
|        | Finamore (Abruzzo) (la blasonatura non è stata ancora caricata) (citato in DAlena) |
|        | Finardi (Bergamo) porta uno scudo dentro due liste fuori per mezzo, una bianca sotto, gialla sopra. In cima un Agnello su un libro rosso con la bandiera nel pie' dritto, e la diadema con la croce rossa in azzurro. Sotto un S. Giorgio col Dragone come va con il scudo dentro la croce rosa. Il campo rosso, et il Dragone verde. Ed è discesi da Bonate (citato in (4) – Vol. III pag. 182) fascia troncata di oro e di argento su troncato di azzurro e di rosso - agnello pasquale sdraiato su un libro di rosso su azzurro - San Giorgio a cavallo rivolto sconfiggente il drago tutto al naturale su rosso (citato in LEOM) alias troncato: nel 1º d'oro, all'aquila di nero; nel 2º di rosso alla banda di argento (citato in (4) – Vol. III pag. 182) aquila di nero su oro - banda di argento su rosso (citato in LEOM) alias di rosso ad un guerriero armato di tutto punto, posto in fronte, impugnante colla destra una spada nuda in banda, e colla sinistra un giglio d'oro (citato in (4) – Vol. III pag. 182) guerriero armato di tutto punto in maestà al naturale su rosso spada posta in banda nella destra e giglio di oro nella sinistra (citato in LEOM)                                 |
|        | Finchi (Cesena) (la blasonatura non è stata ancora caricata) (citato in BLCW) Immagine in Blasone Cesenate. |
|        | Fineschi (Firenze) d'azzurro alla fascia ondata nebulosa d'argento, in capo tre stelle d'oro a otto punte, mal ordinate ed in punta un giglio d'oro (citato in CIRR e CAAF) alias d'azzurro alle due fasce ondate nebulose d'argento, accompagnate in capo da tre stelle d'oro a otto punte, poste in fascia ed in punta un giglio d'oro (citato in CAPP e CIRR) |
|        | Fineschi (Toscana) troncato dalla fascia diminuita d'argento, nel 1° d'azzurro alla cometa d'oro ondeggiante in palo e nel 2° di rosso al sinistrocherio di carnagione, vestito d'argento, impugnante in palo un martello al naturale (citato in ASSI) |
|        | Fineschi e Fineschi da Radda (Firenze) Troncato in scaglione, nel 1° d'argento accompagnato in capo da due rose rosse bottonate d'argento, nel 2° d'oro, con in punta una rosa rossa bottonata d'argento (citato in CIRR) alias D'oro allo scaglione d'argento accompagnato da tre rose rosse bottonate d'argento, due in capo e una in punta (citato in CIRR) alias Troncato in scaglione, nel 1° d'argento accompagnato in capo da due rose rosse, nel 2° d'oro, con in punta una rosa rossa (citato in CAAFe in MLDI) |
|        | Fineschi da Lamole (Firenze) Trinciato: nel 1º di rosso, al cane corrente d'argento; nel 2º d'azzurro, a tre rose d'oro ordinate in banda alias Trinciato: nel 1º di rosso, al cane corrente d'argento; nel 2º d'azzurro, a tre rose d'argento ordinate in banda (citato in ASFI) (Immagine in Raccolta Ceramelli Papiani (archiviato dall'url originale il 22 aprile 2019).) |
|        | Fineschi , Fineschi da Radda, Da Radda Fineschi e Da Radda (Firenze) trinciato, nel 1º di rosso, al cane levriero d'argento collarinato dello stesso; nel 2º d'azzurro, a tre rose d'argento ordinate in banda (citato in CIRR, in MLDI, in AFCF, in LAND, in SGBD, in CACL e in SBIS) alias Trinciato: nel 1º di rosso, al cervo corrente d'argento; nel 2º d'azzurro, a tre rose d'argento ordinate in banda (citato in CAPP) alias Trinciato di rosso e d'argento, al cervo corrente del secondo nel primo (citato in ASFI) alias trinciato, nel 1º di azzurro, al cane levriero d'argento collarinato di rosso; nel 2º d'azzurro, a tre rose d'argento ordinate in banda (citato in SGLN) alias troncato, nel 1º di rosso, al cane levriero corrente d'argento; nel 2º d'azzurro, a tre rose d'argento ordinate in fascia (citato in CAAF) |
|        | Fineschi da Radda (Firenze) Di rosso alla fascia d'argento, caricata di un martello al naturale (citato in CIRR e in MLDI e CAAF) |
|        | Finetti (Siena, Pisa) di rosso, alla banda d'argento, caricata d'un martello di nero (citato in (4) - Vol. III pag. 182, in (5) – pag. 142 e in (9)) martello di nero su banda di argento su rosso (citato in LEOM) (Immagine nella Raccolta stemmi Trippini (JPG).) |
|        | Finetti (Cesena) (la blasonatura non è stata ancora caricata) (citato in BLCW) Immagine in Blasone Cesenate. |
|        | Finetti (Finale) di rosso, a due leoni d'oro, moventi dalla pianura erbosa ed affrontati, sostenenti colle zampe anteriori un elmo al naturale, posto in profilo pieno verso destra, colla visiera abbassata: al capo di azzurro caricato da un aratro d'oro col suo ferro d'argento, posto a destra dello scudo ed ai piedi di un monte di verde fiorito, a sinistra dello scudo e movente dalla partizione (citato in (4) – Vol. III pag. 183) 2 leoni controrampanti di oro su terrazzo al naturale sostenenti con le zampe anteriori un elmo di profilo al naturale visiera abbassata su rosso - aratro di oro alla sinistra di un monte al naturale uscente dalla partizione su azzurro in capo (citato in LEOM) alias troncato nel 1º d'azzurro, al monte posto a sinistra, addestrato da un carro militare, il tutto al naturale; nel 2º di rosso, all'elmo di profilo, sostenuto da due leoni contro-rampanti d'oro (citato in (4) – Vol. III pag. 183) carro militare al naturale alla sinistra di un monte al naturale uscente dalla partizione su azzurro - 2 leoni controrampanti di oro sostenenti con le zampe anteriori un elmo di profilo al naturale visiera abbassata su rosso (citato in LEOM) |
|        | Fini (Firenze) Di..., alla banda di..., caricata di tre rose di... (citato in (9)) |
|        | Fini von Jablanaz und Gutenegg (Venezia) (FR) Écartelé, au 1, d'argent, au lion de gueules, à la bande d'azur, brochant sur le lion et ch. de trois aigles d'or en barres, au 2, d'or, à deux couleuvres ondoyantes de sinople, couronnées d'or, affrontées et posées en pal, au 3, d'or, à un demi-vol abaissé et contourné d'azur, au 4, d'argent, à deux roses accostées de gueules. Sur le tout d'argent à l'aigle éployée de sable. (citato in http://www.euraldic.com/lasu/bl/bl_f_in.html) |
|        | Finiguerre (Firenze) D'argento, al massacro di cervo d'azzurro (citato in (9)) |
|        | Fino o Fini (Ferrara) Titolo: conti di Carentino D'argento (?), al leone coronato, cucito, d'oro, sormontato da tre stelle dello stesso, cucite, con la banda abbassata, d'azzurro, carica di tre stelle d'oro (citato in (11)) |
|        | Finocchiaro (Randazzo, Acireale) Titolo: barone di Lupo; duca di S. Gregorio d'azzurro, a nove stelle d'oro, di 6, disposte 3, 3, 3 (citato in (4) – Vol. III pag. 184, in (12) e in Mango) d'azzurro, con nove stelle d'oro, ordinate 3,3 e 3 (citato in (17)) 9 stelle (6 raggi) di oro poste in tripla fascia su azzurro (citato in LEOM) Corona di duca Notizie storiche in Famiglie nobili di Sicilia. Ulteriori notizie storiche in Famiglie nobili di Sicilia. |
|        | Finocchietti e Finocchietti Fauloni (Pisa) d'azzurro a3 stelle di 6 raggi d'oro, 2 e 1, sostenenti un'aquila bicipite di nero, imbeccata di oro e linguata di rosso, e accompagnate in punta da tre melagrane d'oro cariche di frutti di rosso, 2 e 1 (citato in (4) – Vol. III pag. 184) aquila bicipite di nero avente 3 stelle (6 raggi) di oro poste 2 tra gli artigli e una sulla coda su azzurro - 3 frutti di melograno di oro sorridenti di rosso posti 2,1 in basso su azzurro (citato in LEOM) |
|        | Finocchietti (Livorno, Pisa) D'azzurro, all'aquila bicipite dal volo spiegato di nero, accompagnata in punta da tre frutti di finocchio d'oro, graniti di rosso e d'argento, ordinati 2.1 e sormontati da tre stelle a sei punte d'oro (citato in (9)) aquila bicipite di nero coronata su ambo le teste all'antica di oro tenente nell'artiglio destro una spada di argento posta in banda e nel sinistro un mondo di argento cerchiato e crociato di oro - 3 cime di finocchio fiorite di oro fogliate e stelate di verde poste 2,1 sormontate ciascuna da una stella (5 raggi) di oro tutto su azzurro (citato in LEOM) (la blasonatura non è stata ancora caricata) (Immagine nella Raccolta stemmi Topoguz.) alias D'azzurro, all'aquila bicipite dal volo spiegato di nero, accompagnata in punta da tre frutti di finocchio d'oro, graniti di rosso e d'argento, ordinati 2.1 (citato in (9)) |
|        | Finocchio (Catania, Messina) d'azzurro, al ramo di finocchio del suo colore, tenuto da due leoni controrampanti d'oro, sostenuti da una fascia centrata e abbassata dello stesso (citato in Mango) |
|        | Finucci (Toscana) (DE) In Blau 1 roter Wellenstab, überdeckt von 1 roten Schrägbalken (citato in (20)) |
|        | Finugi (Pistoia) D'azzurro, al leone d'argento sormontato da due chiavi decussate dello stesso; e alla fascia attraversante d'oro (citato in (9)) |

### Fio
| Stemma | Casato e blasonatura |
| ------ | --- |
|        | Fiocchetto (Vigone) Titolo: conti di Bussoleno D'azzurro, a tre fiocchi d'oro, sormontati da una corona ducale dello stesso, con il capo di Westfalia, di concessione Motto: Fideli tolerantia (citato in (11)) |
|        | Fiocchi (Mondovì ?) D'argento, all'albero (pioppo?) sradicato, nutrito sulla pianura erbosa, il tutto di verde (citato in (11)) |
|        | Fiochi (Firenze) D'oro, a due pali d'azzurro; con il capo di rosso, caricato di un drago d'oro alias Palato di sei pezzi d'oro e d'azzurro, al capo di rosso, caricato di un drago d'oro (citato in (9)) |
|        | Fiolo (Venezia) (FR) D'argent, au sautoir pommeté d'azur. (citato in http://www.euraldic.com/lasu/bl/bl_f_io.html) |
|        | Fiora (Cherasco, Savigliano, Castell'Alfero) Titolo: consignori di Marene, Santa Vittoria d'Alba D'oro, a tre gigli d'azzurro in capo (arma antica) alias D'azzurro, a tre gigli di giardino, al naturale alias D'azzurro, allo scaglione d'oro, carico di tre rose, di rosso alias D'azzurro, allo scaglione d'oro, ridotto, rovesciato e alzato verso il capo, carico di tre rose, di rosso, accostato in punta da tre gigli d'oro, 2, 1 Motto: Pro Deo et proximo dilecto - À tout jamais (citato in (11)) |
|        | Fiorani (Ferrara) di rosso al destrocherio di carnagione vestito di nero tenente una pianta di rosa fiorita di tre pezzi di rosso, fogliata di verde; movente da un monte di tre cime d'oro, uscente dalla punta. Capo d'azzurro a tre stelle d'oro di 8 punte, poste in fascia cucito di rosso e sostenuto da una trangla d'oro (citato in (4) – Vol. III pag. 185) braccio destro uscente da destra vestito di nero afferrante con la mano di carnagione una pianta di rosa al naturale fiorita di 3 pezzi di rosso uscente da - monte a 3 cime di oro uscente dalla punta su rosso - 3 stelle (8 raggi) di oro poste in fascia su azzurro in capo - trangla di oro filettata superiormente di rosso (citato in LEOM) |
|        | Fiorano o De Fiorano o Florano (Fiorano) Titolo: consignori di Candia, Fiorano, Orio Di rosso, al giglio d'oro, sbocciato alias Bandato d'argento e di nero di sei pezzi, le bande di nero cariche rispettivamente di due, tre e due gigli d'argento alias d'azzurro, alla fascia di nero cucita, accompagnata in capo da un'aquila al naturale, coronata d'oro, in punta da un pino, al naturale (citato in (11)) |
|        | Fioravanti (Roma) di argento alla fascia in divisa di azzurro carica di una stella d'oro, accompagnata da tre rose di rosso, due in capo ed una in punta (citato in (4) – Vol. III pag. 185) stella (5 raggi) di oro su fascia di azzurro su argento - 3 rose di rosso poste 2,1 su argento (citato in LEOM) Sostegni: due liocorni d'argento Motto: Fleurs germeront |
|        | Fioravanti (Roma) (la blasonatura non è stata ancora caricata) (Immagine nell' Archivio Storico Capitolino (PDF) (archiviato dall'url originale il 4 marzo 2016).) |
|        | Fioravanti (Ferrara, Bologna, Massalombarda (Ravenna)) d'azzurro alla banda accompagnata sopra da tre gigli, due e uno, e sotto da tre stelle a sei raggi una e due, il tutto d'oro (citato in (4) – Vol. III pag. 186) banda di oro su azzurro - 3 gigli di oro posti 2,1 a destra su azzurro - 3 stelle (6 raggi) di oro poste 1,2 a sinistra su azzurro (citato in LEOM) |
|        | Fioravanti (Firenze) Partito d'argento e di rosso, a due scaglioni coricati e appuntati dell'uno nell'altro (citato in (9)) "Fioravanti" o "Fioravante" o "Fiorante" o "Fioranti" (Dignano d'Istria, attuale HR (Vodnjan)) Stemma datato 1541, con giglio |
|        | Fioravanti (Firenze) Partito d'argento e di rosso, a due scaglioni coricati e appuntati dell'uno nell'altro, accompagnati in capo da una torre attraversante dell'uno nell'altro (citato in (9)) |
|        | Fioravanti (Pistoia) D'oro, alla croce di sant'Andrea scaccata di due file d'argento e di rosso (citato in (9)) (DE) In Gold 1 rot-silber quergerautetes Schrägkreuz (citato in (20)) |
|        | Fioravanti (Toscana) (DE) Silber-rot geteilt im Göpelschnitt mit rot-silber gespaltener Spitze (citato in (20)) |
|        | Fioravanti (Cesena) (la blasonatura non è stata ancora caricata) (citato in BLCW) Immagine in Blasone Cesenate. |
|        | Fioravanti Onesti (Padova) leopardo illeonito di azzurro pigna di azzurro in destra su argento - 3 losanghe accollate in fascia di argento su viola - mazzo di fiori al naturale legato da nastro di argento su azzurro (citato in LEOM) |
|        | Fioravanti Zuanelli (Brescia, Calvisano (Brescia)) troncato di oro e di azzurro a 3 fichi di verde posti in fascia nel 1° (citato in (2) – pag. 261, in (4) - Vol. III pag. 186 (troncato: nel 1º d'oro caricato da tre fichi al naturale posti in fascia; nel 2º d'azzurro pieno) e in DAlena) 3 fichi ("fiure") al naturale posti in fascia sull'oro del - troncato di oro e di azzurro (citato in LEOM) |
|        | Fiordelisi (Napoli) Titolo: nobili d'azzurro alla fascia d'oro accompagnata in capo da un fiordaliso tra due stelle, ed in punta da un leone in maestà accosciato, poggiato il capo a tre rami fioriti d'un fiordaliso ciascuno, il tutto d'oro (citato in (4) – Vol. III pag. 186 e in (12)) fascia di oro su azzurro - fiordaliso (fiore) di oro affiancato da 2 stelle (5 raggi) dello stesso su azzurro in alto - leone sdraiato testa in maestà di oro poggiante il capo su 3 fiordalisi (fiori) dello stesso su azzurro in basso (citato in LEOM) |
|        | Fiordivilla (Firenze) D'azzurro, al giglio di giardino nodrito sul terreno e fiorito di quattro pezzi, il tutto al naturale (citato in (9)) |
|        | Fiore (Lanciano) (la blasonatura non è stata ancora caricata) (citato in DAlena) |
|        | Fiore già Florio Tiutolo: consignori di Brandizzo D'azzurro, a tre gigli di giardino, al naturale (citato in (11)) |
|        | Fiore (Roasio, Torino, Genova) Titolo: baroni Troncato, con la fascia ondata d'argento sulla troncatura, al 1° d'azzurro, alla rosa d'oro, al 2° di rosso, a due stelle (8), d'argento Motto: Dabo omnibus gratum odorem (citato in (11)) |
|        | Fiorelli (Firenze) D'argento, alla banda diminuita d'azzurro, accompagnata da sei rose di rosso ordinate in cinta, tre per parte alias D'argento, alla croce di sant'Andrea diminuita d'azzurro, accantonata da quattro rami di rosaio di verde, fioriti di rosso (citato in (9)) |
|        | Fiorelli (Toscana) (DE) In Gold 1 blaues Schrägkreuz, bewinkelt von 4 natürlichen silbernen Rosen (citato in (20)) |
|        | Fiorentini (Firenze) Troncato: nel 1º d'argento, al ramo di rosaio al naturale, fiorito di un pezzo di rosso; nel 2º d'azzurro pieno (citato in (9)) |
|        | Fiorentini o Fiorentini Pagni (Toscana) (DE) In Blau 1 silbernes Kreuz, belegt mit 5 goldenen Lilien (citato in (20)) |
|        | Fiorenza (Toscana) Gallo (citato in DAlena) |
|        | Fiorenza o Firenze o Florenza (Sicilia) d'azzurro, seminato di crocette ricrociate e fitte d'oro, con due delfini addossati dello stesso, crestati e orecchiati di rosso, attraversanti sul tutto (citato in Mango) |
|        | Fiorenzi (Osimo, Ancona) Titoli: Conte di Montecerno d'azzurro, alla punta dello scudo carica di tre fasce: la superiore di rosso, la mediana d'argento, l'ultima di verde, sostenenti un leone d'oro passante (citato in (2) – pag. 438 e in DAlena) |
|        | Fiorenzi (Osimo, Ancona, Udine, Roma) d'azzurro, al leone d'oro passante, sostenuto da tre fasce, una sopra l'altra, la 1^ di rosso, la 2^ d'argento, la 3^ di verde movente dalla punta dello scudo; al capo d'Angiò Cimiero: semibusto di uomo bifronte e sostenente con le braccia aperte il seguente motto Motto: Velox consilium sequitur poenitentiam (citato in (2) – pag. 438, in (4) - Vol. III pag. 186 e in DAlena) leone passante di oro su azzurro su - campagna interzata in fascia di rosso di argento e di verde - capo d'Angiò (citato in LEOM) |
|        | Fioresi (Ora (Trento)) Titolo: Nobile del S. R. I. e di Weinfeld inquartato: nel 1º e 4º, d'azzurro al paesaggio montuoso con cervo ritto, al naturale, quello del primo punto rivoltato; nel 2º e 3º di rosso alla colomba d'argento con le ali spiegate in atto di spiccare il volo e poggiata su un ramoscello secco, quella del terzo punto rivoltata (citato in (4) – Vol. III pag. 188) 2 cervi rampanti alla tedesca nel 1° e nel 4° quarto in un paesaggio montuoso al naturale su azzurro - 2 colombe soranti di argento su ramoscello al naturale affrontate alla tedesca nel 2° e 3° quarto su rosso (citato in LEOM) Cimiero: un guerriero nascente, vestito di acciaio, col viso scoperto, posto in maestà, tenente in ciascuna mano una lancia d'argento posta in palo con l'asta tronca, posto fra due proboscidi troncate d'argento e di rosso l'una, di nero e d'argento l'altra |
|        | Fioretti (Firenze) D'azzurro, al bue d'oro con la testa rivolta, passante sul terreno al naturale, sormontato da un crescente montante d'argento, abbassato sotto una stella a otto punte dello stesso alias D'azzurro, al bue d'argento, passante sul terreno al naturale, sormontato da un crescente volto in banda d'oro, abbassato sotto una stella a otto punte dello stesso (citato in (9)) |
|        | Fiori (Castelnuovo dei Monti (Reggio Emilia)) d'argento a due rose di rosso gambute e fogliate di verde, poste in palo, i gambi attraversati da una croce di rosso, ogni braccio caricato di una stella di oro. Capo di azzurro caricato di tre stelle d'oro (citato in (4) – Vol. III pag. 188) 2 rose di rosso stelate e fogliate di verde poste in palo su argento ogni stelo caricato da - una crocetta di rosso con una stella (5 raggi) di oro su ogni braccio - 3 stelle (5 raggi) di oro poste in fascia su azzurro in capo (citato in LEOM) |
|        | Fiori (Bisceglie) Titolo: nobili di azzurro al leone al naturale sostenente con le quattro branche un giglio (al naturale ?) d'oro (citato in (4) – Vol. III pag. 189 e in (12)) leone rampante al naturale afferrante con le 4 zampe un giglio di giardino di oro su azzurro (citato in LEOM) |
|        | Fiori (Firenze) Troncato: nel 1º d'oro, al lambello a tre pendenti d'azzurro; nel 2º d'azzurro, al giglio d'argento (citato in (9)) |
|        | Fiori (Montefalco) (la blasonatura non è stata ancora caricata) (citato in Degli Abbati) |
|        | Fiori delle Ruote (Firenze) D'oro, al sinistrocherio di carnagione, vestito d'argento, tenente un fascio di rami di verde, fioriti di rosso e d'azzurro (citato in (9)) |
|        | Fiorini d'oro, alla corona rialzata di quattro gigli, e di 12 punte, di cui quattro più alte e cimate da altrettante perle, il tutto d'azzurro (citato in (5) – pag. 122) |
|        | Fiorini (Pistoia, Firenze) D'oro, al gallo fermo di nero, crestato e barbato di rosso, e alla banda diminuita attraversante dello stesso alias D'oro, al gallo ardito di nero, crestato e barbato di rosso, e alla banda diminuita attraversante dello stesso alias D'oro, alla banda di rosso e al gallo ardito attraversante d'argento, crestato e barbato di rosso (citato in (9)) |
|        | Fiorini (Cesena) (la blasonatura non è stata ancora caricata) (citato in BLCW) Immagine in Blasone Cesenate. |
|        | Fiorio (Verona) Di rosso alla banda d'oro, dentata all'interno, riempita d'azzurro e accompagnata da due rose dello stesso (FR) De gueules, à la bande d'or, remplie d'azur, les deux bords intérieurs engrêlés, ladite bande acc. de deux roses d'azur alias (FR) De gueules, à la bande d'argent, acc. de deux roses du même, au chef d'argent, ch. d'une aigle éployée de sable, becquée et membrée de gueules, surmontée d'une couronne d'or (citato in JB Rietstap.) |
|        | Fiorio o Del Fiorio troncato nel 1° d'azzurro al grifo passante d'argento tenente nell'artiglio destro un pesce dello stesso in palo; nel 2° di verde a due peschi curvati affrontati e passati in croce di Sant'Andrea; alla fascia d'argento sul troncato (citato in (2) – pag. 419 e in DAlena) (FR) Coupé, au 1, d'azur, à un griffon passant d'argent, tenant de sa patte dextre un poisson du même, en pal, au 2, de sinople, à deux poissons courbés, affrontés et passés en double sautoir. A une fasce plumetée d'argent, brochant sur le coupé (citato in JB Rietstap.) |
|        | Fiorio (Verona, Merano) Titolo: Barone del S. R. I. col predicato di S. Cassiano di azzurro al giglio d'oro (citato in (4) – Vol. III pag. 189) giglio di oro su azzurro (citato in LEOM) Cimiero: il giglio del campo sormontato da una corona tornearia |
|        | Fiorioli Ognibene (Lucca) Partito: nel 1º d'argento, al destrocherio di carnagione vestito di verde, e tenente un fascio di rami d'olivo dello stesso; nel 2º d'azzurro, alla sirena a doppia coda al naturale (citato in (9)) |
|        | Fioruzzi (Piacenza) di rosso al destrocherio di carnagione uscente dal lato sinistro e tenente un mazzo di fiori al naturale, fiorito di tre pezzi e accompagnato in capo da una stella d'oro di sei raggi (citato in (4) – Vol. III pag. 190) braccio destro di carnagione uscente da destra afferrante un mazzo di 3 fiori al naturale su rosso - stella (6 raggi) di oro in alto su rosso (citato in LEOM) Motto: Etiam si alii omnes ego non |

### Fir
| Stemma | Casato e blasonatura |
| ------ | --- |
|        | Firenzi (Firenze) D'azzurro, al monte di sei cime d'oro e al capo cucito d'Angiò alias D'argento, al giglio di rosso (citato in (9)) |
|        | Firidolfi (Toscana) (DE) In Silber 1 roter Schrägbalken, im rechten Obereck belegt mit 1 sechsstrahligen goldenen Stern (citato in (20)) |
|        | Firidolfi da Panzano (Firenze) D'argento, alla banda di rosso alias D'argento alla banda di rosso, caricata in alto di una stella a otto punte d'oro alias D'argento alla banda di rosso, caricata in alto di una speronella d'oro (citato in (9)) |
|        | Firmatura o Firmaturi (Corleone, Palermo) Titolo: nobile dei marchesi di Chiosi; marchese di Chiosi di azzurro, al leone d'oro, coronato dello stesso, impugnante con le zampe anteriori una chiave del secondo e la bordura di rosso caricata da quattro castelli d'oro, alternati con quattro catenacci di nero (citato in (4) – Vol. III pag. 191, in (12), in Mango e in (17)) d'azzurro, con un leone coronato d'oro, tenente con le zampe una chiave dello stesso, l'ingegno verso il fianco destro dello scudo, e la bordura cucita di rosso caricata da 4 castelli d'oro merlati di tré pezzi, aperti e fìnestrati del campo, e da quattro catenacci di nero (citato in (17)) leone rampante coronato di oro afferrante con le zampe anteriori una chiave dello stesso ingegno a sinistra su azzurro - bordura di rosso caricata da 4 torri di oro alternate a 4 catenacci di nero (citato in LEOM) Corona di marchese Notizie storiche in Famiglie nobili di Sicilia. Ulteriori notizie storiche in Famiglie nobili di Sicilia. |
|        | Firmian (Mezzocorona (Trento)) Titoli: Barone, Conte del S. R. I. inquartato: al 1º e 4º fasciato di rosso e d'argento di sei pezzi, le fasce rosse cariche la prima di tre crescenti, la seconda di due, la terza di uno, posti l'uno accanto all'altro, rivoltati all'ingiù e di argento; al 2º e 3º d'azzurro al corno di cervo al naturale con quattro diramazioni, portanti ciascuna una stella (6) d'oro in punta. Sul tutto: d'argento, carico di un cuscino di rosso con tre fiocchi d'oro e sostenente una corona di nobile all'antica, d'oro. Lo scudetto sormontato dalla corona di nove palle (citato in (4) – Vol. III pag. 192) corona all'antica di oro su cuscino di rosso su scudetto di argento con corona comitale di oro su - fasciato di rosso e di argento le fasce di rosso caricate da 6 lune rovesciate di argento poste 3,2,1 - corno di cervo al naturale con 4 diramazioni ciascuna portante una stella (6 raggi) di oro su azzurro (citato in LEOM) Cimieri: a destra un cuscino scaccato d'argento e di rosso con 4 fiocchi d'oro; nel centro un drago coronato e linguato di rosso con le ali spiegate e nascente, fra due bandiere d'oro e di roso; a sinistra due corna di cervo come nello scudo |
|        | Firoffini o Firuffini o Feruffini (Alessandria) Titolo: signori di Sezzè e Marengo, Castelspina; consignori di Cisterna d'Asti Di rosso, alla banda d'oro, con il capo d'oro, carico di un'aquila di nero (citato in (11)) |
|        | Firrao o Ferraù (Matera) d'azzurro a tre monti d'oro accompagnati da un compasso di oro aperto e posto in capriolo scorciato, accompagnato nel capo da due stelle del medesimo (citato in (4) – Vol. III pag. 192) compasso aperto punte al basso di oro affiancato da - 2 stelle (6 raggi) dello stesso su azzurro - monte a 3 cime di oro uscente dalla punta su azzurro (citato in LEOM) |
|        | Firrao (Napoli, Calabria) Titolo: principe di Pietrelcina, Luzzi, Sant'Agata di Calabria; duca di Jelsi; marchese di Santa Caterina; barone di Massanova, Belmonte, PaparoneSant'Agata, Mattafellone, Luzzi, Noce; patrizio di Cosenza d'azzurro ad una vite d'oro fruttifera del medesimo posta in banda (citato in (4) – Vol. III pag. 193, in (12) e in (14)) vite di oro fruttata dello stesso posta in banda su azzurro (citato in LEOM) Cimiero: un cavallo nascente Motto: Exprimit arae Notizie storiche in Nobili napoletani. |
|        | Firrao (Cosenza) Di rosso alla testa di moro al naturale coperta d'elmo cimato da una mezza luna d'argento (citato in DAlena e in BLCL) |

### Fis
| Stemma | Casato e blasonatura |
| ------ | --- |
|        | Fisaula o Fisauli (Randazzo, Catania) Titolo: barone sul cognome, nobile, barone di Frascino e Briemi, nobile dei baroni di azzurro, a due leoni affrontati, tenenti un anello rovesciato, sormontato da una stella di sei raggi, il tutto d'oro; con la campagna di rosso, caricata da due fasce d'argento (citato in (4) – Vol. III pag. 193, in (12), in Mango e in (17)) 2 leoni controrampanti di oro tenenti tra le anteriori un anello dello stesso rovesciato su azzurro su - campagna di rosso a 2 fasce di argento - stella (6 raggi) di oro in alto su azzurro (citato in LEOM) alias d'azzurro, a due leoni coronati affrontati, tenenti un anello, il tutto d'oro e sormontati da una cometa d'argento posta in banda con la campagna fasciata di rosso e d'azzurro, le fasce rosse orlate d'argento (citato in (4) – Vol. III pag. 193, in (12), in Mango e in (17)) 2 leoni controrampanti coronati di oro reggenti con un'anteriore un anello dello stesso su azzurro su - campagna fasciata di rosso e di azzurro - cometa di argento posta in banda la coda a destra in alto su azzurro (citato in LEOM) Notizie storiche in Famiglie nobili di Sicilia. |
|        | Fischer (Messina) d'azzurro al pesce d'oro posto in banda ed accompagnato in capo da una stella di 6 punte dello stesso (citato in (4) – Vol. III pag. 194) pesce di oro posto in banda su azzurro - stella (6 raggi) di oro in alto su azzurro (citato in LEOM) |
|        | Fischer (Parigi) d'argento a tre scaglioni di rosso, alla filiera spinata di azzurro (citato in (4) – Vol. III pag. 194) 3 scaglioni di rosso su argento - bordura ridotta di spessore spinata di azzurro (citato in LEOM) Cimiero: un angelo impugnante una spada Ornamenti:tenenti due angeli Motto: Angelis suis mandavit de te |
|        | Fischer (Trieste, Tolmino, Graz) Titolo: Nobile dell'I. A. col predicato di Edelau tagliato di oro e d'azzurro al luccio pesce dell'uno all'altro (citato in (4) – Vol. III pag. 195) luccio (pesce) posto in sbarra tagliato di azzurro e di oro su tagliato di oro e di azzurro (citato in LEOM) Cimiero: un uomo barbuto, vestito dei colori dello scudo con berretto, con bordo e fiocco d'oro, tenente nella mano un luccio al naturale |
|        | Fisicaro (Trapani) Titolo: barone di Cuddia Balati e Risalfi (o Rifalsafi) di oro, a quindici foglie di fico di verde: 3, 4, 4, 4 (citato in (4) – Vol. III pag. 195, in DAlena, in (12), in Mango e in (17)) 15 foglie di fico di verde rovesciate su oro poste 3,4,4,4 (citato in LEOM) d'oro, seminato di foglie di fico verdi (citato in (17)) alias di azzurro, alla banda di rosso, caricata di tre rose fiorite d'oro (citato in (4) – Vol. III pag. 195, in DAlena, in (12), in Mango e in (17)) 3 rose stelate fogliate di oro su banda di rosso su azzurro (citato in LEOM) Notizie storiche in Famiglie nobili di Sicilia. Ulteriori notizie storiche in Famiglie nobili di Sicilia. |
|        | Fisichella (Sicilia) d'azzurro, all'albero al naturale, sormontato da una tortora posata d'argento (citato in Mango) d'azzurro, con albero al naturale sormontato da una tortora appellata d'argento (citato in (17)) Notizie storiche in Famiglie nobili di Sicilia. |
|        | Fisici (Firenze) Troncato: nel 1º di..., al compasso aperto in scaglione di..., tenuto da un destrocherio di...; nel 2º di..., alla sfera armillare di..., posta in mezzo a sei filetti in palo di..., tre a destra e tre a sinistra; e alla fascia diminuita di..., passata sulla troncatura (citato in (9)) |
|        | Fisiraga o Fissiraga (Lodi) Troncato: nel 1º d'azzurro, a tre gigli d'argento posti tra i quattro pendenti di un lambello di rosso; nel 2º bandato d'azzurro e d'argento (Immagine nella Raccolta stemmi Trippini (JPG).) Bandato d'azzurro e d'argento; al capo d'Angiò |
|        | Fisogni (Brescia) d'oro ad una banda doppiomerlata di azzurro (citato in (4) – Vol. III pag. 196) banda doppiomerlata di azzurro su oro (citato in LEOM) (la blasonatura non è stata ancora caricata) (Immagine nella Raccolta stemmi Topoguz.) |
|        | Fisso (Casale) Titolo: consignori di Teruggia Troncato, al 1° d'oro all'aquila di nero, al 2° d'azzurro a tre gigli d'oro, 2, 1 (citato in (11)) |
|        | Fissore (Bra) Titolo: conti di Montaldo Roero d'oro a tre foglie di fico di verde (citato in (4) – Vol. III pag. 197 e in (11)) alias Inquartato, di Fissore e di Solaro Motto: Vince te ipsum (citato in (11)) |
|        | Fissore Solaro (Torino) inquartato al 1º e 4º di Fissore, che è d'oro a tre foglie di fico di verde; al 2º e 3º di Solaro che è bandeggiato: tre pezzi scaccati a tre file d'oro e di rosso, e tre pezzi d'azzurro (citato in (4) – Vol. III pag. 197) 3 foglie di fico di verde poste 2,1 su oro - bandato scaccato di oro e di rosso (3file) e di azzurro (citato in LEOM) Cimiero: l'aquila, di nero, armata di rosso Motto: Vince te ipsum |

### Fit
| Stemma | Casato e blasonatura                                                                          |
| ------ | --------------------------------------------------------------------------------------------- |
|        | Fitanti (Toscana) (DE) In Rot 1 achtspeichiges blaues Rad (citato in (20))                    |
|        | Fiumi (Assisi) di verde, al fiume al naturale in banda (citato in (2) – pag. 267 e in DAlena) |

### Fiu
| Stemma | Casato e blasonatura |
| ------ | --- |
|        | Fiumi (Roma, Assisi, Orvieto, Bettona, Perugia, Napoli) di verde al fiume al naturale in banda (citato in (4) – Vol. III pag. 198) fiume al naturale in banda su verde (citato in LEOM) alias campo di cielo al terreno caricante i due terzi dello scudo, raffigurante uno sterpeto chiuso da monti rocciosi ai fianchi, il tutto la naturale; con la banda di rosso uscente dalla sommità del terreno carica di un'altra banda d'argento fluttuosa d'azzurro (citato in (4) – Vol. III pag. 198) |
|        | Fiumi o Roncalli (Roma, Assisi, Orvieto, Napoli) cotissa ondata di azzurro su banda di rosso su sterpeto al naturale - 12 monti al naturale decrescenti verso il centro su azzurro in capo (citato in LEOM) |
|        | Fiumi (Verona) Titolo: Cavaliere dell'I. A. col predicato di Castel Albano di azzurro alla campagna di verde sostenente un mastio di fortezza di argento, aperto, con un ruscello scorrente sotto la porta e torricellato di due, ciascuna torre merlata. Fra le due torri una cometa d'oro, con la coda in palo (citato in (4) – Vol. III pag. 199) castello (2 torri) di argento su terrazzo di verde attraversato da - un fiume di argento uscente dalla porta del castello su azzurro - cometa di oro posta in palo in alto tra le torri su azzurro (citato in LEOM) Cimieri: a destra un volo d'azzurro, bandato d'argento; a sinistra tre penne di struzzo, una d'argento fra due d'azzurro |

### Fl
| Stemma | Casato e blasonatura |
| ------ | --- |
|        | Flabanico (Venezia) (FR) Parti d'azur et d'or, à une étoile de l'un en l'autre (citato in JB Rietstap (archiviato dall'url originale il 15 gennaio 2016).) |
|        | Flacchi d'argento al leone al naturale tenente con la branca destra un giglio di azzurro, alla fascia di roso attraversante (citato in (4) – Vol. III pag. 199) |
|        | Flacchi Cialli (Nepi, Roma) partito: nel 1º d'argento al leone al naturale tenente con la branca destra un giglio di azzurro, alla fascia di rosso attraversante (Flacchi); nel 2º di azzurro al destrocherio di carnagione tenente un giglio di giardino; il tutto al naturale; col capo di rosso sostenuto di oro caricato di una palla dello stesso (Cialli) (citato in (4) – Vol. III pag. 199) fascia di rosso su - leone rampante al naturale tenente con la zampa destra anteriore un giglio di giardino di azzurro su argento - braccio destro di carnagione uscente da destra afferrante un giglio di giardino tutto al naturale su azzurro - palla di oro su rosso in capo - trangla di oro (citato in LEOM) |
|        | Flackeni (Germania) (la blasonatura non è stata ancora caricata) (citato in DAlena) |
|        | Flairone (Sicilia) d'azzurro, con un monte d'oro sormontato da un uccello dello stesso (citato in (17)) Notizie storiche in Famiglie nobili di Sicilia. |
|        | Flammini o Flammini Fortunati (Toscana) (DE) In Blau 1 silberner Balken, belegt mit 1 goldenen Wellenleiste und beidseitig begleitet von je 1 schwebenden goldenen Sechsberg (citato in (20)) |
|        | Flangini (Venezia) (FR) Écartelé, aux 1 et 4, parti d'or et de sable, à l'aigle éployée de sable sur l'or et d'azur sur le sable, aux 2 et 3, de gueules, à la fasce d'argent, et une tour du même, brochant sur la fasce. Sur le tout d'azur à un tronc d'arbre arraché d'argent, feuillé à senestre d'une feuille de sinople. (citato in JB Rietstap (archiviato dall'url originale il 15 gennaio 2016).) |
|        | Flavon Titolo: cavalieri, conti di Flavon (la blasonatura non è stata ancora caricata) (citato in . Tiroler Wappen. Tiroler Landesmuseum Ferdinandeum) |
|        | Flecchia (Biella ?) D'azzurro, a due frecce poste in decusse, accompagnate da due stelle, una in capo, l'altra in punta, il tutto d'oro, con la fascia d'argento attraversante Motto: Nihil mente velocius (citato in (11)) |
|        | Flego (Gorizia) Titolo: Nobile di Eichenstamm inquartato: nel 1º d'azzurro alla testa d'angelo di carnagione, alata, posta in sbarra e soffiante una nube d'argento; nel 2º di rosso a tre stelle (6) d'argento, male ordinate; nel 3º di rosso, alla fascia capriolata di due, d'argento; nel 4º d'azzurro, al cipresso al naturale nodrito sulla roccia Cimiero: due semivoli, quello davanti troncato d'argento e d'azzurro, quello di dietro troncato di rosso e d'argento (citato in (4) – Vol. III pag. 199) cherubino di profilo posto in banda di carnagione soffiante contro una nuvola uscente dal cantone sinistro del capo su azzurro - 3 stelle (6 raggi) di argento poste 1,2 su rosso - 2 scaglioni di rosso su fascia di argento su rosso - albero di cipresso al naturale nodrito su una roccia dello stesso uscente dalla punta su azzurro (citato in LEOM) |
|        | Flego (Gorizia) croce di argento su inquartato di azzurro e di rosso - testa di cherubino di profilo soffiante su nube di argento su azzurro - 3 stelle (6 raggi) di argento poste 1,2 su rosso - 2 scaglioni di argento su fascia dello stesso su rosso - albero di cipresso di verde nodrito su una roccia al naturale uscente dalla punta su azzurro (citato in LEOM) |
|        | Fleres (Palermo) di ..., alla croce, con ... nelle braccia e una pianta di ... sopra ... (citato in Mango) |
|        | Flocchini (Salò) troncato nel 1º a un giglio fra due stelle a sei punte; nel 2º al castello attraversato da una sbarra (citato in Piovanelli) |
|        | Flodiola (Sicilia) Titolo: barone di Resuttana d'azzurro, al leone d'oro e due gigli dello stesso, ordinati in fascia nel capo (citato in Mango) d'azzurro, con un leone di oro, sormontato da due gigli dello stesso (citato in (17)) Corona di barone Notizie storiche in Famiglie nobili di Sicilia. |
|        | Flora (Napoletano) (la blasonatura non è stata ancora caricata) (citato in (14)) |
|        | Floreno (Adernò, Sciacca) Titolo: cavalieri troncato: al 1º di azzurro, al giglio d'oro; al 2º di rosso, a sei colli ristretti di argento, 1. 2. 3 (citato in (4) – Vol. III pag. 200, in (12), in Mango e in (17)) giglio di oro su azzurro - 6 piccoli colli di argento posti in piramide 1,2,3 su rosso (citato in LEOM) alias inquartato: nel 1º d'azzurro, al giglio d'oro; nel 2º d'oro, all'aquila di nero; nel 3º di rosso, al monte di cinque cime d'argento; nel 4º di oro, al guerriero armato di tutto punto e impugnante con la destra una lancia, il tutto al naturale (citato in (4) – Vol. III pag. 200, in (12) e in Mango) giglio di oro su azzurro - aquila di nero su oro - monte a 5 cime di argento uscente dalla punta su rosso - guerriero in maestà armato di tutto punto con lancia in destra al naturale su oro (citato in LEOM) Cimiero: la figura dell'arcangelo S. Michele, attraversata da un'aquila di nero; il tutto nascente Notizie storiche in Famiglie nobili di Sicilia. |
|        | Floreno (Sicilia) giglio di oro su azzurro - 6 cime di argento poste in piramide rovesciata su rosso (citato in LEOM) |
|        | Florenzi (Fabriano, Roma, Spoleto, Perugia) troncato: al 1º di oro a tre bande rosse; al 2º di argento al tralcio di rosa fiorito al naturale posto in sbarra (citato in (4) – Vol. III pag. 200) 3 bande di rosso su oro - tralcio di rosa fiorito di 2 pezzi al naturale posto in sbarra su argento (citato in LEOM) alias inquartato: nel 1º e 4º d'oro a tre rampini di nero; nel 2º e 3º d'argento al leone d'azzurro (citato in (4) – Vol. III pag. 200) 3 rampini (ganci) di nero posti 2,1 su oro - leone rampante di azzurro su argento (citato in LEOM) |
|        | Florenzi (Roma) (la blasonatura non è stata ancora caricata) (Immagine nell' Archivio Storico Capitolino (PDF).) |
|        | Flores (Sardegna) troncato: nel 1° di rosso allo scaglione d'oro accompagnato da 3 conchiglie dello stesso; nel 2° d'argento al girasole al naturale terrazzato di verde, volto verso un sole d'oro a sinistra (citato in (2) – pag. 297 e in DAlena) |
|        | Flores (Sassari, Thiesi) inquartato: al 1º di azzurro alla colomba al naturale beccuta e membrata di rosso, volante con due fiori nel becco; al 2º di rosso al braccio destro armato impugnante una spada, pure al naturale; al 3º di argento alla campagna fiorita ed erbosa al naturale; al 4º d'argento al rosaio folto fiorito e fogliato nudrito sulla pianura erbosa, il tutto al naturale (citato in (4) – Vol. III pag. 201 e in DAlena) colomba in volo al naturale tenente nel becco 2 fiori dello stesso su azzurro - braccio sinistro armato uscente da sinistra afferrante con la mano di carnagione una spada di argento posta in palo su rosso - campagna fiorita al naturale su argento - rosaio folto fiorito e fogliato su pianura erbosa al naturale su argento (citato in LEOM) |
|        | Flores (Nizzardo) Troncato, al 1° d'azzurro, a tre stelle d'oro, male ordinate, al 2° d'argento, al roseto fogliato e fustato di verde, fiorito di tre rose, di rosso (citato in (11)) |
|        | Flores d'Arcais (Cagliari, Padova, Roma, Bergamo) Titoli: Marchese d'Arcais, Marchese di Cervellon troncato: al 1º di rosso allo scaglione accompagnato da tre conchiglie, il tutto d'oro; al 2º di argento all'eliotropio nodrito sulla pianura erbosa, il tutto la naturale e volto verso un sole raggiante d'oro e posto verso il cantone sinistro (citato in (4) – Vol. III pag. 201 e del DAlena) scaglione di oro su rosso accompagnato da - 3 conchiglie di oro poste 2,1 su rosso - pianta (eliotropio) al naturale su ristretto uscente dalla punta a sinistra protesa verso - un sole nel cantone destro del capo di oro su argento (citato in LEOM) |
|        | Flores d'Arcais (Cagliari, Padova, Roma, Bergamo) scaglione di oro su rosso - 3 conchiglie di oro poste 2,1 su rosso - pianta di girasole su terrazzo di verde al naturale su argento - sole uscente dal canton sinistro in alto di oro su argento (citato in LEOM) |
|        | Flori (Arezzo) troncato: nel 1º d'azzurro all'aquila di nero rivoltata, linguata di rosso e coronata d'oro; nel 2º d'oro a tre rose d'azzurro, bottonate di rosso; alla fascia in divisa di rosso sulla troncatura (citato in (4) – Vol. III pag. 202) fascia di rosso su troncato di azzurro e di oro - aquila rivolta di nero coronata di oro su azzurro poggiante sulla fascia - 3 rose di azzurro bottonate di rosso poste 2,1 su oro (citato in LEOM) alias Troncato: nel 1º d'azzurro, all'aquila rivolta e dal volo abbassato di nero, coronata d'oro; nel 2º d'oro, a tre rose d'azzurro, 2.1; e alla fascia diminuita di rosso passata sulla troncatura (citato in (9)) |
|        | Flori (Lucca) Di cielo, al cavallo corrente rivolto sul terreno, sormontato da una biscia guizzante in palo, pure rivolta; il tutto al naturale e accompagnato in capo da un sole d'oro nel cantone destro e da tre stelle a sei punte dello stesso, 2.1, nel cantone sinistro (citato in (9)) |
|        | Flori (Pescia) D'argento, alla lepre al naturale corrente sul terreno dello stesso; e al capo di verde, caricato di otto rose d'argento, 3.2.3 alias D'argento, alla lepre al naturale corrente sul terreno dello stesso; e al capo di verde, caricato di undici rose d'argento, 4.3.4 alias Troncato: nel 1º di verde, a otto rose d'argento, 3.2.3; nel 2º d'argento, alla lepre al naturale corrente sul terreno dello stesso (citato in (9)) |
|        | Flori (Pescia) (DE) Blau-silber geteilt: Oben bestreut mit silbernen Rosen, unten 1 erhöhter rechter blauer Schrägfuß besetzt mit 1 laufenden naturfarbenen Hasen (citato in (20)) |
|        | Florian (Venezia) (FR) D'or, à la fasce de gueules, ch. de trois roses d'argent. (citato in http://www.euraldic.com/lasu/bl/bl_f_lo.html) |
|        | Floriani partito e troncato: 1 a) di oro all'aquila bicipite coronata di nero; 2 a) d'azzurro alla stella d'oro di sei raggi; 2 b) scaccato d'azzurro e d'oro Motto: Virtute ex alto agitata crescit (citato in (4) – Vol. II pag. 518) |
|        | Floridi (Siena) Di rosso, al leone d'oro, coronato dello stesso (citato in (9)) |
|        | Floridi (Roma) braccio sinistro uscente da sinistra vestito di rosso afferrante con la mano di carnagione un ramo di 3 rose di rosso stelato e fogliato di verde su argento (citato in LEOM) |
|        | Floridi di Prata (Udine, Prata, Pordenone) Titoli: Nobili, Conti di Prata inquartato, nel 1º e 4º d'azzurro a sei gigli d'oro 3. 2. 1; nel 2º e 3º d'argento a tre rose fiorite di rosso fogliate di verde nodrite su tre monti dello stesso (citato in (4) – Vol. III pag. 203) 6 gigli di oro posti in piramide rovesciata su azzurro - 3 monti ristretti uscenti dalla partizione di verde cimati ciascuno di una rosa di rosso stelata e fogliata di verde su argento (citato in LEOM) |
|        | Florini o De Florino (Molise) (la blasonatura non è stata ancora caricata) (citato in DAlena) |
|        | Florio (Udine) Titoli: Nobile, Conte e Signore di S. Stefano e terre annesse d'azzurro al braccio vestito di rosso (alias armato) tenente in mano uno stilo al naturale posto in palo, l'impugnatura in basso (citato in (4) – Vol. III pag. 204) avambraccio destro uscente da sinistra vestito di rosso tenente nella mano di carnagione un pugnale al naturale posto in palo su azzurro (citato in LEOM) alias avambraccio destro armato al naturale uscente da sinistra tenente nella mano di carnagione un pugnale al naturale posto in palo su azzurro (citato in LEOM) Cimiero: la colomba bianca col ramo d'ulivo |
|        | Florio (Bioglio, Russia) Titolo: baroni Troncato, al 1° d'azzurro, al leone d'oro, nascente, carico di un lambello d'oro, di quattro gocce, al 2° di rosso, a tre bande d'oro, con la fascia d'oro sulla partizione, il tutto con il capo d'argento carico di un'aquila bicipite di nero (citato in (11)) |
|        | Floritta (Roma) (la blasonatura non è stata ancora caricata) (Immagine nella Raccolta stemmi Trippini (JPG).) |
|        | Flotte (Provenza, Nizzardo) Titolo: consignori di Brossasco, Cuebris, La Morra, Piasco, Val di Blora, Venasca Di rosso, al leone d'oro, armato d'argento, rivoltato alias Inquartato, al 1° e 4° losangato d'argento e di rosso, con il capo d'oro (Flotte); al 2° e 3° d'azzurro, a tre torri d'oro, aperte del campo (Montauban) alias Losangato d'argento e di rosso, con il capo d'oro alias Di rosso, al leone d'oro, armato e lampassato d'argento (citato in (11)) |